# Rhinorex condrupus
Rhinorex condrupus es la única especie conocida del género extinto Rhinorex (del gr. Rhino/ῥῑνο "nariz" y del la. rex "rey" signifíca "Rey nariz") de dinosaurio ornitópodo hadrosáurido,  que vivió a finales del período Cretácico, durante el Campaniense, hace aproximadamente 75 millones de años en lo que es hoy Norteamérica.

## Descripción
Aunque se sigue trabajando para despejar el esqueleto de roca, la forma de los bloques de arenisca que lo encierran sugiere que el esqueleto está bien conservado, con la excepción del desplazamiento de una porción de la cola. A juzgar por los huesos supervivientes, el Rhinorex, perteneciente a la subfamilia de las saurolofinas , alcanzó una longitud de 9 metros y pesó 4 toneladas. Las extremidades anteriores eran 2 veces más cortas que las traseras. Había un gran engrosamiento en la parte nasal del cráneo. Cuello fuerte y cola gruesa.
La altura máxima del cráneo es de 30 centímetros, la longitud desde la coronilla hasta la punta de la nariz es de 55 centímetros. No se puede determinar la longitud total del cráneo debido a la ausencia de los huesos occipitales. Un número significativo de características del cráneo coinciden con las del género Gryposaurus, que pertenece a los saurolofinos, también se conocen rasgos de los restos de otro género de saurolofino, Kritosaurus. El más inusual es el dispositivo del hueso nasal., sobre las que se encontraron potentes engrosamientos óseos, más masivos en su parte posterior. Los Gryposaurus también tenían excrecencias óseas alrededor de las fosas nasales, pero se caracterizaban por una forma arqueada en la parte superior, y en el nuevo género, no se encontró una disminución tan gradual en la altura de la excrecencia, y el engrosamiento, alcanzando su altura máxima. , luego continúa horizontalmente hasta las cuencas de los ojos. El propósito de la enorme nariz sigue siendo un misterio, si el Rhinorex no se diferencia fundamentalmente de otros hadrosáuridos, no debería haber tenido un sentido del olfato particularmente agudo. El paleontólogo estadounidense Terry Gates plantea la hipótesis de que la nariz desempeña funciones sociales y sirve para atraer a individuos del sexo opuesto o identificar congéneres.  Al mismo tiempo, el Rhinorex carece de la cresta de la cabeza característica de la saurolofinos. Otro rasgo distintivo de la anatomía del Rhinorex es la apófisis posteroinferior del premaxilar que se expande hacia arriba.

## Descubrimiento e investigación
Los restos, posteriormente descritos como Rhinorex condrupus, fueron descubiertos accidentalmente en 1992 por dos estudiantes de la Universidad del Sur de California que realizaban un mapeo geológico en el área rocosa de Buck Cliffs, Formación Neslenka, Cretácico Superior, en Utah, EE. UU. Después del descubrimiento, los restos fueron desenterrados y se colocaron en el museo paleontológico de la Universidad Brigham Young de esa ciudad. El cráneo, las improntas de la piel y partes del esqueleto estaban encerrados en la roca, además del cráneo, se encontraron la columna vertebral y partes de la pelvis. Dado que el esqueleto yacía de costado con la espalda profundamente hundida en la roca, la aparentemente se perdieron miembrosy los preparadores requirieron varios años de trabajo. El trabajo sobre el esqueleto también se vio obstaculizado por el hecho de que al principio todos los esfuerzos se dedicaron al estudio de las huellas de los tejidos blandos.
Después de que el cráneo de dinosaurio fue liberado de la matriz rocosa, recibió su nombre genérico de un hueso nasal masivo, a diferencia de las narices de otras saurolofinos. El nombre del género se deriva de la palabra griega rhinos que significa "nariz" y de la palabra latina rex que significa "rey". El nombre específico se deriva de la palabra latina "condo" que significa "enterrar" y se refiere al espécimen que está enterrado en la roca y la palabra latina "rupes" que significa "acantilados" y es una referencia al fósil descubierto en los Book Cliffs de Utah.

## Paleoecología
Sus restos fósiles han aparecido en los sedimentos de estuarios de la Formación Neslen, en el centro de Utah, Estados Unidos. En la misma formación geológica se han encontrado restos fósiles de un tiranosáurido indeterminado con el que posiblemente coexistió. Un análisis filogenético inicial lo sitúa próximo a Gryposaurus, e incluso se ha sugerido que podría haber sido incluido en dicho género. Basándose en lo que se ha hallado parece haber vivido por la misma época y en zonas cercanas que Gryposaurus monumentensis , proveniente de la Formación Kaiparowits y Gryposaurus sp. Esto sería contradictorio con la idea de la división en provincias en las faunas de Laramidia en el Cretácico Superior. Aunque también podría ser que Rhinorex estuviera mejor adaptado a ecosistemas costeros que Gryposaurus.